# Bob Nichols (Curler)
Robert „Bob“ Lawrence Nichols (* 27. Januar 1948 in Superior, Wisconsin) ist ein US-amerikanischer Curler.
Sein internationales Debüt hatte Nichols bei der Weltmeisterschaft 1974 in Bern, wo er die Goldmedaille gewann.
Nichols spielte als Skip der US-amerikanischen Mannschaft bei den XV. Olympischen Winterspielen 1988 in Calgary und als Ersatzspieler bei den XVI. Olympischen Winterspielen 1992 in Nagano im Curling.
Die Mannschaft belegte 1988 den fünften Platz und 1992 gewann das Team die olympische Bronzemedaille nach einem 9:2-Sieg im Spiel um den 3. Platz gegen Kanada um Skip Kevin Martin. Da Curling damals noch eine Demonstrationssportart war, besitzt die Medaille aber keinen offiziellen Status.

## Erfolge
- Weltmeister 1974, 1978
- 2. Platz Weltmeister 1981
- 3. Platz Olympische Winterspiele 1992 (Demonstrationswettbewerb)